# 伊莱河
伊莱河（法語：Illet，法語發音：[ilɛ]）是法国布列塔尼大区伊勒-维莱讷省的河流，是伊勒河的左支流，长34.5千米，发源自圣欧班迪科尔米耶，于贝通和舍韦涅之间流入伊勒河。